# Rigatona Corona
Rigatona Corona est une corona, formation géologique en forme de couronne, située sur la planète Vénus par -33,5° S et 278,5° E. Elle est localisée dans le quadrangle de Themis Regio. Elle a été nommée en référence à Rigatona, déesse celtique de la fertilité. 

## Géographie et géologie
Rigatona Corona couvre une surface circulaire d'environ 300 km de diamètre. 